# Гуляев, Иван Иванович
Иван Иванович Гуляев (1922—1998) — советский военный моряк-подводник, командир АПЛ «К-27» Краснознамённого Северного флота, Герой Советского Союза (2.03.1966). Капитан 1-го ранга (23.08.1962).

## Биография
Родился 28 мая 1922 года в селе Кисловское (ныне — Каменский муниципальный округ Свердловской области) в семье крестьянина. В 1940 году окончил среднюю школу.
С сентября 1940 года — на службе в Военно-морском флоте. Служил в зенитно-артиллерийских частях береговой обороны Тихоокеанского флота: в 89-м зенитно-артиллерийском дивизионе, 5-м зенитно-артиллерийском полку и в 891-й отдельной батарее 179-й зенитной артиллерийской дивизии дальномерщиком, комендором, заместителем политрука батареи. С 1944 года член ВКП(б)/КПСС. В 1943 году краснофлотец Гуляев поступил в Тихоокеанское высшее военно-морское училище, в 1945 году окончил 2 курса. Участвовал в советско-японской войне в августе—сентябре 1945 года, будучи прикомандирован к экипажу одного из базовых тральщиков флота.
Был переведён в Каспийское высшее военно-морское училище, которое окончил в 1947 году. В звании лейтенанта Иван Гуляев был распределён на подводные лодки Северного флота. Служил с апреля 1947 года командиром рулевой группы дизельной подводной лодки «К-21», с декабря 1947 года командиром штурманской боевой части ПЛ «С-16», с декабря 1950 — помощником командира на подводной лодке «С-17», с марта 1952 — старшим помощником командира на ней же. Также в 1950 году он окончил Высшие специальные классы офицерского состава подводного плавания и противолодочной обороны Учебного Краснознамённого отряда подводного плавания и противолодочной обороны им. С. М. Кирова. С апреля 1953 года командовал подводной лодкой «С-101», с сентября 1954 — подводной лодкой «Б-8». В декабре 1954 года был назначен командиром строящейся подводной лодки «Б-71», с января 1956 — командиром также строящейся подводной лодки «Б-73», а с марта 1956 года командовал подводной лодкой «Б-67». Иван Гуляев вошёл в историю как командир первой подводной лодки с баллистическими ракетами, выполнившей испытательные дальние походы (морские транспортные испытания) с последующими стрельбами ракетами Р-11ФМ летом 1956 года.
В феврале 1958 года И. И. Гуляеву присвоено звание капитана 3-го ранга, и в том же месяце он назначается первым командиром АПЛ проекта 645ЖМТ с жидкометаллическим теплоносителем «К-27». В период строительства корабля сформировал его экипаж и прошел курс обучения в Учебном центре ВМФ в Обнинске.
21 апреля 1964 года АПЛ «К-27» под командованием Гуляева вышла в первое длительное автономное плавание (старший на борту вице-адмирал Г. Н. Холостяков). 17 мая 1964 года АПЛ достигла экваториальных вод Атлантического океана и провела двухнедельные испытания ядерного реактора при высокой температуре забортной воды. 12 июня 1964 года АПЛ «К-27» был установлен рекорд подводного плавания (более 50 суток без всплытия) и корабль всплыл в родных водах, пройдя 12425 миль.
Указом Президиума Верховного Совета СССР от 2 марта 1966 года за успешное выполнение заданий командования и проявленные при этом героизм и мужество капитану 1-го ранга И. И. Гуляеву присвоено звание Героя Советского Союза с вручением ордена Ленина и медали «Золотая Звезда».
В 1965 году И. И. Гуляев окончил Академические курсы офицерского состава при Военно-морской академии, и в сентябре того же года назначен начальником штаба — заместителем командира отдельной бригады строящихся ПЛ Ленинградской военно-морской базы. На этой должности Иван Иванович прослужил почти восемь лет. С февраля 1973 года капитан 1 ранга И. И. Гуляев — в запасе.
С 1973 года работал научным сотрудником одного из НИИ ВМФ, затем — ведущим инженером НИИ «Марс». С июля 1978 по июль 1992 года — капитан-наставник в Экспедиции специальных морских проводок Министерства речного флота СССР. Выполняя свои основные функции, он получил диплом капитана дальнего плавания. При необходимости плавал в качестве старпома и капитана судов  в каботаже и за границу, в порты Германии, Норвегии, Румынии, Югославии и других стран.
В 1992—1994 годах — инженер-диспетчер государственного специализированного предприятия «Пиларн» по предупреждению и ликвидации аварийных разливов нефтепродуктов в Санкт-Петербурге.
Жил в городе Пушкине администрации города Санкт-Петербурга. Скончался 27 марта 1998 года. Похоронен на Казанском кладбище города Пушкина.

## Семья
Жена — Валентина Александровна, дочь Светлана, сын Александр — бывший подводник, ныне гражданский моряк, капитан дальнего плавания.

## Награды
- Медаль «Золотая Звезда» Героя Советского Союза № 11248 (02.03.1966);
- орден Ленина (02.03.1966);
- орден Отечественной войны 1-й степени (28.04.1991)[источник не указан 1039 дней];
- 3 ордена Красной Звезды (03.11.1953; 23.07.1959; 28.04.1963);
- медаль «За боевые заслуги» (15.11.1950);
- медали СССР.